# Didier M'Pampia Musanga
 (février 2025).
 (juin 2024).
La mise en forme du texte ne suit pas les recommandations de Wikipédia : il faut le « wikifier ».
Les points d'amélioration suivants sont les cas les plus fréquents :
- Les titres sont pré-formatés par le logiciel. Ils ne sont ni en capitales, ni en gras.
- Le texte ne doit pas être écrit en capitales (les noms de famille non plus), ni en gras, ni en italique, ni en « petit »…
- Le gras n'est utilisé que pour surligner le titre de l'article dans l'introduction, une seule fois.
- L'italique est rarement utilisé : mots en langue étrangère, titres d'œuvres, noms de bateaux, etc.
- Les citations ne sont pas en italique mais en corps de texte normal. Elles sont entourées par des guillemets français : « et ».
- Les listes à puces sont à éviter, des paragraphes rédigés étant largement préférés. Les tableaux sont à réserver à la présentation de données structurées (résultats, etc.).
- Les appels de note de bas de page (petits chiffres en exposant, introduits par l'outil «  Source ») sont à placer entre la fin de phrase et le point final[comme ça].
- Les liens internes (vers d'autres articles de Wikipédia) sont à choisir avec parcimonie. Créez des liens vers des articles approfondissant le sujet. Les termes génériques sans rapport avec le sujet sont à éviter, ainsi que les répétitions de liens vers un même terme.
- Les liens externes sont à placer uniquement dans une section « Liens externes », à la fin de l'article. Ces liens sont à choisir avec parcimonie suivant les règles définies. Si un lien sert de source à l'article, son insertion dans le texte est à faire par les notes de bas de page.
- La présentation des références doit suivre les conventions bibliographiques. Il est recommandé d'utiliser les modèles {{Ouvrage}}, {{Chapitre}}, {{Article}}, {{Lien web}} et/ou {{Bibliographie}}. Le mode d'édition visuel peut mettre en forme automatiquement les références.
- Insérer une infobox (cadre d'informations à droite) n'est pas obligatoire pour parachever la mise en page.

Pour une aide détaillée, merci de consulter Aide:Wikification.
Si vous pensez que ces points ont été résolus, vous pouvez retirer ce bandeau et améliorer la mise en forme d'un autre article.
Didier M’Pambia Musanga, né le 3 mai à Kinshasa, est un entrepreneur et homme politique congolais, originaire de Maïndombe.
Depuis le 29 mai 2024, il occupe la fonction de ministre du Tourisme dans le gouvernement de la Première ministre Judith Suminwa, succédant à Didier Manzenga du gouvernement Sama Lukonde.
Actif en politique depuis 2017 dans le parti Mouvement de Solidarité pour le Changement (MSC) de Laurent  Batumona Kandi Khan, Didier M’Pambia Musanga a été candidat député national dans la circonscription électorale de Lukunga lors des législatives de 2018 dans la plate-forme electorale Dynamique de l'Opposition. En 2023, il a de nouveau postulé, cette fois pour le compte du regroupement politique AMSC (Alliance des Mouvements de Solidarité pour le Changement), soutenant Félix Tshisekedi pour sa réélection.
Il détient une licence en administration des affaires option marketing obtenue au Canada, ainsi que deux diplômes spécialisés en journalisme et communication. Avec plus de 30 ans d'expérience dans le marketing, il a dirigé l’agence de communication Optimum et le magazine Optimum pendant 14 ans. Didier M’Pambia Musanga est également président de la Commission Nationale Communication et Marketing de la Fédération des Entreprises du Congo.

## Références

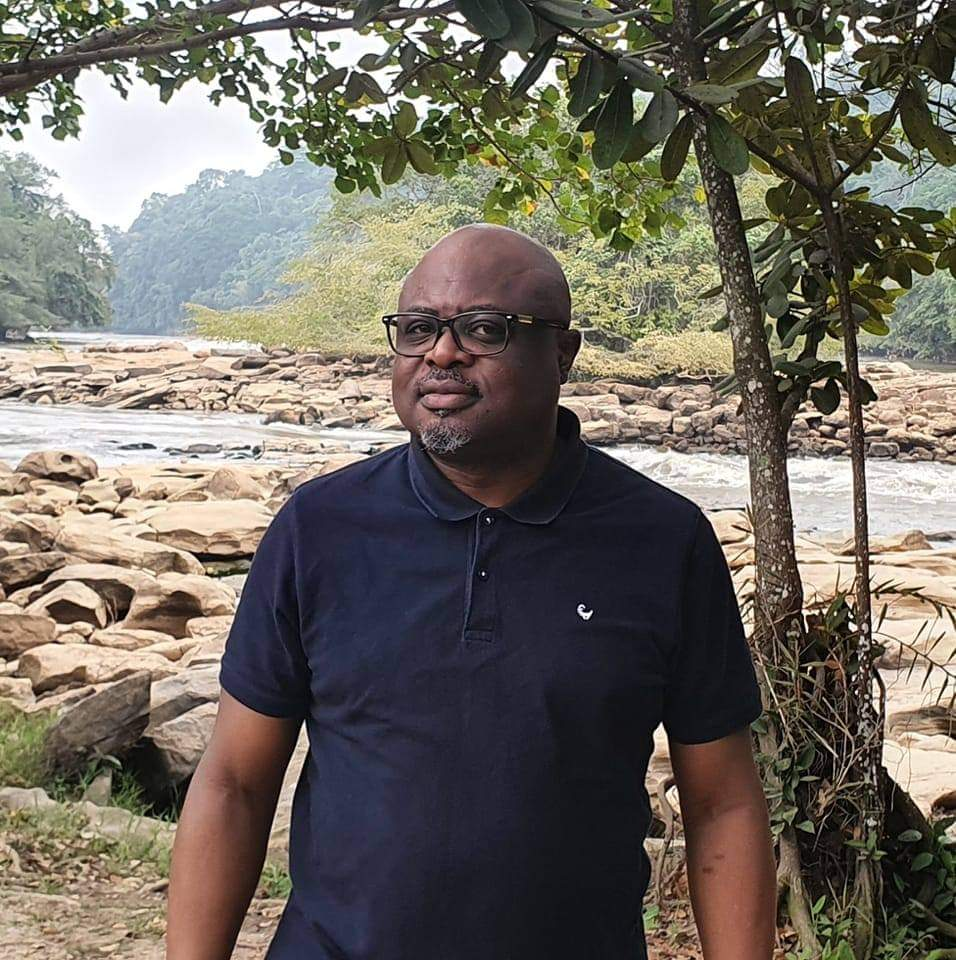
Didier M’Pambia Musanga à Zongo